# Spilosoma lewisi
Spilosoma lewisi är en fjärilsart som beskrevs av Butler 1885. Spilosoma lewisi ingår i släktet Spilosoma och familjen björnspinnare. Inga underarter finns listade i Catalogue of Life.